# Anne Ratte-Polle
Anne Ratte-Polle (Cloppenburg, 1974) è un'attrice tedesca.

## Filmografia parziale

### Cinema
- Shahada, regia di Burhan Qurbani (2010)
- Undine - Un amore per sempre (Undine), regia di Christian Petzold (2020)

### Televisione
- Polizeiruf 110 - serie TV (2000, 2003)
- 14º Distretto (Großstadtrevier) - serie TV (2003, 2014)
- Kommissarin Lucas - serie TV (2013)
- Il commissario Heller (Kommissarin Heller) - serie TV (2014)
- Dark - serie TV (2017-2020)
- Il commissario Schumann (Der Kriminalist) - serie TV (2018)
- Ultima traccia: Berlino (Letzte Spur Berlin) - serie TV (2018)
- The Defeated (Shadowplay) - serie TV (2020)